# Brice Ntambwe
Brice Ntambwe (Bruxelles, 29 aprile 1993) è un ex calciatore belga, di ruolo centrocampista.

## Carriera

### Club
Ha giocato nella prima divisione belga con il Mons.

### Nazionale
Il 5 settembre 2013 ha esordito in nazionale Under-21 giocando la partita Italia-Belgio (1-3), valevole per le qualificazioni agli Europei di categoria del 2015.